# Heszat
Heszat (ḥs3.t) az ókori egyiptomi vallás egyik istennője. Tehénistennő, nevének jelentése talán „a vad”. Ő látja el az emberiséget tejjel (melyet „Heszat sörének” neveznek), ő a fáraó és számos egyiptomi bikaisten szoptatós dajkája.
Már a Piramisszövegek említik, Anubisz és az elhunyt király anyjaként. A szent állatok közül a Héliopoliszban tisztelt Mnevisz-bika és időnként az Ápisz-bika anyjának tekintették; a Mnevisz-bikák anyját egy Heszatnak szentelt temetőben temették el. Gyakran említették együtt a sör istennőjével, Tenemittel, ők „oltották az emberiség szomját” tejjel és sörrel. A ptolemaida időkben Ízisszel hozták összefüggésbe.
Heszatot a fő tehénistennő, Hathor egyik megjelenésének tekintették, és fehér tehénként ábrázolták, amely a tisztaságot, valamint az emberiségnek életet adó tejet jelképezte.

## Ábrázolásai
Heszatnak nem sok ábrázolása ismert, de néhány azért előfordul a világ nagyobb múzeumaiban. A Metropolitan Művészeti Múzeumban található egy későkori szkarabeusz, amely Hathort ábrázolja tehénként; ezen a hieroglifákon Heszat neve olvasható, determinatívuma fekvő tehén. Ez a kriptografikus ábrázolás az újbirodalom idején terjedt el.
| HA | V17 | t |